# Gran Movimiento de Traducción
El Gran Movimiento de Traducción (chino simplificado: 大翻译运动; chino tradicional: 大翻譯運動; pinyin: Dà Fānyì Yùndòng; Zhuyin: ㄉㄚˋㄈㄢ ㄧˋㄩㄣˋㄉㄨㄥˋ) es un movimiento en línea y cuenta de Twitter lanzada durante la invasión rusa de Ucrania en 2022. Busca documentar manifestaciones de sentimiento ultranacionalista, prorruso y antioccidental en China traduciendo comentarios encontrados en el internet chino. Los idiomas que ha traducido incluyen inglés, japonés, coreano y español. The Guardian ha señalado que el Gran Movimiento de Traducción ha sido una fuente para que los angloparlantes comprendan la reacción del Partido Comunista Chino (PCCh) y de los medios estatales ante la invasión rusa de Ucrania, aunque según CNN advirtió al ver las publicaciones como representativas del público chino, señalando que China tiene un entorno mediático altamente censurado.

## Historia

### Establecimiento en Reddit (del 24 de febrero al 2 de marzo)
El Gran Movimiento de Traducción se originó en varios subreddits en idioma chino. Al dar una razón para su fundación, un miembro del movimiento dijo en una entrevista que esperaba que "la gente en más países se dé cuenta de que el pueblo de China no es 'cálido, hospitalario y gentil' como declara la propaganda extranjera del PCC, sino que es un colectivo orgulloso, arrogante, apasionadamente enamorado del populismo, cruel, sanguinario y completamente carente de simpatía." ()而是骄傲,自大,民粹主义兴盛,残忍,嗜血,毫无同情心的集合体). La persona dijo además que espera que todos aquellos en el mundo con herencia china puedan "dejar atrás estas emociones negativas e integrarse adecuadamente con el mundo civilizado y avergonzarse de su propia ignorancia". Los participantes pidieron que los comentarios que apoyaban la invasión rusa de Ucrania en la Internet china se tradujeran y difundieran en plataformas de redes sociales extranjeras. El movimiento pidió apoyo monetario para el pueblo ucraniano. Durante la primera semana de su creación, las donaciones hechas públicamente por los organizadores en Reddit alcanzaron aproximadamente 10.000 dólares.

### Prohibición de Reddit y cambio a otras plataformas (del 2 al 8 de marzo)
El 2 de marzo, Reddit cerró uno de los subreddits que organizaba el movimiento, r/ChonglangTV, por "exponer la privacidad de otros". Uno de los participantes afirmó que la prohibición fue en respuesta al doxing de un usuario de Weibo que se jactaba de haber bloqueado todas las transacciones monetarias a través de SWIFT desde Shanghái a Ucrania. Un participante del subreddit dijo a Radio Free Asia que la prohibición de Reddit se debió a la larga censura china en Internet. El Gran Movimiento de Traducción luego se trasladó a otras plataformas como Twitter y Pincong. El 19 de marzo, los empleados de Pincong fueron detenidos por el gobierno chino después de iniciar un canal para el movimiento en la página de inicio de Pincong.

## Reacciones

### Chinos de ultramar

#### Positivo
La politóloga Cai Xia, ex profesora de la Escuela Central del Partido Comunista Chino, expresó su apoyo al movimiento. Ella hizo el siguiente comentario:

(...) esta traducción no sólo expone la ideología totalitaria del PCC que envenena al pueblo chino, (...) también recuerda a los gobiernos y pueblos globales que tengan cuidado con la infiltración y el envenenamiento de la propaganda externa, la información falsa, las narrativas falsas y las declaraciones engañosas del PCC en el espacio de opinión pública.

Además, algunos disidentes chinos apoyan el movimiento porque crea "un dilema para las autoridades de censura chinas". Censurar contenidos extremistas o inquietantes escritos por nacionalistas chinos podría alienar a los partidarios del PCCh, pero no censurar dichos contenidos termina constituyendo una aprobación tácita.

#### Negativo
Las críticas al movimiento en los foros de WeChat en idioma chino sostienen que el movimiento intensificará la xenofobia y el racismo contra los estadounidenses de origen asiático. Además, DW también señaló que los comentarios misóginos sobre las mujeres ucranianas no se limitaban sólo a China continental, sino también a Taiwán, y algunos funcionarios chinos incluso acusaron a los "separatistas taiwaneses" de pretender ser chinos continentales al publicar dichos comentarios.
Han Yang, un ex diplomático chino que ahora apoya el Gran Movimiento de Traducción, ha declarado que no está de acuerdo con el deseo de algunos miembros del movimiento de pintar al pueblo chino como cruel y sanguinario, lo que cree que ayuda a los medios estatales chinos a desacreditar al movimiento.

### Gobierno chino y medios estatales
Los medios estatales chinos criticaron el movimiento y lo describieron como "contenido cuidadosamente seleccionado". El Global Times, un tabloide propiedad del Diario del Pueblo, afirmó que el movimiento es "una farsa" respaldada por medios occidentales como Voice of America, que está traduciendo selectivamente comentarios extremos de la internet china.
Tang Jingtai, escribiendo en Sixth Tone, una revista en línea dirigida por el grupo estatal Shanghai United Media Group, dijo que TGTM estaba aumentando los prejuicios contra el pueblo chino al posicionarse como un "monitor de pasillo" para el discurso en línea. Un editorial publicado en The Paper, un periódico en línea también dirigido por Shanghai United Media Group, describió el movimiento como Anti-Rusia y Anti-China.

### Otros
CNN señaló que los expertos en medios advirtieron que "las publicaciones no muestran una visión holística de la opinión pública en China y parecen haber sido seleccionadas, al menos parcialmente, por su valor impactante, pero aún así podrían ser útiles para sacar a la luz estos elementos de la esfera mediática de China". También notaron los propios prejuicios del grupo, como sus comparaciones de China con la Alemania nazi.
Los expertos advirtieron contra tomar las traducciones que publica el grupo como representativas de la opinión pública. David Bandurski, director del China Media Project, dijo que si bien la cuenta ha sido importante para resaltar las voces de los medios estatales, el contenido no debe tomarse como representativo del público chino, haciendo una comparación sobre cómo tomar como representativas las voces ultraconservadoras en los medios estadounidenses de la perspectiva estadounidense.
Según Xiao Qiang de la Escuela de Periodismo de la Universidad de California en Berkeley, el Gran Movimiento de Traducción "perturbó la máquina de comunicación del gobierno chino... [por eso] está tan molesto".